# Contea di Osage (Missouri)
La contea di Osage in inglese Osage County è una contea dello Stato del Missouri, negli Stati Uniti. La popolazione al censimento del 2000 era di 13 062 abitanti. Il capoluogo di contea è Linn